# Camila Paracatu
 Camila Barbosa Monteiro  (Paracatu, 17 de janeiro de 1988), é uma voleibolista indoor brasileira, atuante na posição de  Central, atuou também na posição Central quando serviu as categorias de base da Seleção Brasileira, e conquistou a medalha de ouro no Campeonato Mundial Infanto-Juvenil de 2005 em Macau, mesmo feito obtido no Campeonato Sul-Americano Juvenil de 2006 na Venezuela e no Campeonato Mundial nesta mesma categoria em 2007 na Tailândia, e pela Seleção Brasileira, categoria juvenil, representou a Seleção Brasileira de Novas na conquista da medalha de prata na Copa Pan-Americana de 2007 no México.Em clubes foi medalhista de bronze no extinto Torneio Internacional do Salonpas Cup de 2006.

## Carreira
Camila desde 2003 representava  as categorias de base do Minas Tênis Clube. Em 2005 representou na categoria juvenil a Seleção Mineira no Campeonato Brasileiro de Seleções, Divisão Especial, edição disputada em Uberlândia e na qual se sagrou vice-campeã.
Nesse mesmo ano foi convocada para representar a Seleção Brasileira no Campeonato Mundial Infanto-Juvenil em Macau, quando vestiu a camisa#2 contribuiu para a conquista da  medalha de ouro , fato que não ocorria desde  o título de 1997 e apareceu nas estatísticas na trigésima sexta posição entre as maiores pontuadoras foi também a trigésima segunda com melhor desempenho no saque, a trigésima colocada no fundamento de defesa, décima quarta no levantamento e finalizou como a nona mais eficiente bloqueadora.
Disputou pelo Fiat/Minas a Superliga Brasileira A 2005-06 no qual encerrou na sétima posição. Representou novamente na categoria juvenil a Seleção Mineira na conquista do título do Campeonato Brasileiro de Seleções em  Brusque-SC.
Novamente foi convocada pelo técnico Luizomar de Moura para Seleção brasileira e desta vez a representou no Campeonato Sul-Americano Juvenil em Caracas-Venezuela e nesta edição foi medalhista de ouro. Pelo Fiat/Minas disputou a Superliga Brasileira A 2006-07 conquistando o bronze.
No ano de 2007 foi novamente convocada pelo técnico Luizomar de Moura para Seleção Brasileira   que em preparação para o Campeonato Mundial Juvenil, esteve na equipe juvenil que representou a Seleção Brasileira de Novas na conquista da medalha de prata na Copa Pan-Americana em Colima-México e disputou no mês seguinte o Campeonato Mundial Juvenil em Nakhon Ratchasima-Tailândia, vestindo a camisa#7, conquistou a medalha de ouro nesta edição e nas estatísticas foi a Melhor Bloqueadora de toda competição, destacou-se também entre as maiores pontuadoras, encerrando na décima quinta posição, também foi a décima oitava entre as sacadoras e a décima nona no fundamento de defesa.
Na temporada 2007-08 permaneceu atuando pelo Fiat/Minas e conquistou o bronze no extinto Torneio Internacional Salonpas Cup de 2007 em São Paulo e disputou a Superliga Brasileira A 2007-08 finalizando em sexto lugar.Contratada por mais uma temporada pelo Minas Tênis Clube, disputou as competições de 2008-09 , quando por este disputou Superliga Brasileira A  correspondente encerrando com a equipe na oitava colocação geral. Na jornada seguinte transfere-se para o Banana Boat/Praia Clube e disputa a Superliga Brasileira A 2009-10 encerrando na sétima posição.
Renovou para as competições de  2010-11 com o Banana Boat/Praia Clube  e  alcançou a medalha de bronze no Campeonato Mineiro de 2010; e disputou a Superliga Brasileira A 2010-11 avançando as quartas de final e encerrando em sétimo lugar. Permanece no Banana Boat/Praia Clube no período esportivo 2011-12 e obtém o título do Campeonato Mineiro em 2011 e disputou a referente Superliga Brasileira A, encerrando na sexta colocação nesta edição.
Defendeu as cores da Rio do Sul/Unimed/Delsoft na jornada de 2012-13, fez sua estreia no clube e já o ajudou a avançar a grande final do Campeonato Catarinense de 2012, obtendo o título da edilção. Por essa equipe conquistou o ouro nos Jogos Abertos de Santa Catarina (Jasc)  de 2012 e por este encerrou na oitava colocação na Superliga Brasileira A 2012-13 e encerrou.
Na temporada 2013-14 permaneceu no Rio do Sul/Equibrasil, sagrou-se bicampeã da edição dos Jasc em 2013, sagrando-se bicampeã catarinense em 2013 e foi bicampeã dos Jasc em 2013 e  encerrou na décima terceira posição da Superliga Brasileira A 2013-14.
Renovou com o Rio do Sul/Equibrasil para temporada 2014-15 e conquistou o tricampeonato do Jasc em 2014, disputou o Campeonato Catarinense de 2014 alcançando seu tricampeonato consecutivo. Ainda em 2014 disputou Copa Brasil de 2014 em Maringá-Paraná, ocasião que encerrou na sétima posiçao. Em algumas ocasiões atuou na posição de Oposta e por esse clube foi inscrita na Superliga Brasileira A 2014-15

## Títulos e Resultados
- Superliga Brasileira A:2006-07[1][12]
- Campeonato Brasileiro de Seleções Juvenil:2006[1]
- Campeonato Brasileiro de Seleções Juvenil:2005[2]
- Campeonato Mineiro:2011[34]
- Campeonato Mineiro:2010[31]
- Campeonato Catarinense:2012,[38] 2013[42] e 2014[47]
- Jasc :2012,[39] 2013[41] e 2014[45]

## Premiações Individuais
- Melhor Bloqueadora do Campeonato Mundial Juvenil de 2007[20]

## Ligações Externas
- Profile Camila Monteiro(en)
- Perfil Camila Paracatu(pt)